# Comté de Ward (Dakota du Nord)
Pour les articles homonymes, voir Comté de Ward et Ward.
Le comté de Ward est un comté des États-Unis situé dans l’État du Dakota du Nord. En 2010, la population était de 61 675 habitants. Son siège est Minot (Burlington était le siège jusqu'en 1888).

## Géolocalisation
| Comté de Burke     | Comté de Renville |                  |
| Comté de Mountrail | Comté de Ward     | Comté de McHenry |
|                    | Comté de McLean   |                  |

## Principales villes
- Berthold
- Burlington
- Carpio
- Des Lacs
- Donnybrook
- Douglas
- Kenmare
- Makoti
- Minot
- Ryder
- Sawyer
- Surrey

## Démographie
| 1890  | 1900  | 1910   | 1920   | 1930   | 1940   |
| ----- | ----- | ------ | ------ | ------ | ------ |
| 1 681 | 7 961 | 25 221 | 28 811 | 33 597 | 31 981 |

| 1950   | 1960   | 1970   | 1980   | 1990   | 2000   |
| ------ | ------ | ------ | ------ | ------ | ------ |
| 34 782 | 47 072 | 58 560 | 58 392 | 57 921 | 58 975 |

| 2010   | - | - | - | - | - |
| ------ | - | - | - | - | - |
| 61 675 | - | - | - | - | - |